# اسکات استراسباو
اسکات استراسباو (انگلیسی: Scott Strausbaugh؛ زادهٔ ۲۳ ژوئیه ۱۹۶۳) قایقران کانو اهل ایالات متحده آمریکا بود.
وی در مسابقات کشوری و بین‌المللی در مجموع برندهٔ ۱ مدال طلا شده‌است.